# Devis Da Canal
Devis Da Canal né le 18 juillet 1976 à Vipiteno, est un biathlète italien.

## Carrière
Devis Da Canal entame sa carrière en Coupe du monde en décembre 1998 puis obtient son premier et seul podium individuel en mars 2000 en terminant deuxième du sprint de Khanty-Mansiïsk derrière Vadim Sachourine. Il participe ensuite aux Jeux olympiques de 2002, mais n'y obtient pas de résultats significatifs. Sa dernière grande compétition internationale est l'édition 2003 des Championnats du monde. Il se retire en 2005.

## Palmarès

### Jeux olympiques d'hiver
| Épreuve / Édition                   | Individuel | Sprint | Poursuite | Départ en masse                  | Relais |
| Jeux olympiques 2002 Salt Lake City | -          | 68e    | -         | Épreuve inexistante à cette date | 16e    |

Légende :
- : pas d'épreuve
- — : non disputée par le biathlète

### Coupe du monde
- Meilleur classement général : 32e en 2000.
- 1 podium individuel : une deuxième place.
- 1 podium en relais : 1 troisième place.